# UTC-0:25
Часово отместване UTC-0:25 се използва в Ирландия преди 1 октомври 1916 г., познато като Дъблинско стандартно време. След 1 октомври 1916 г. Ирландия сменя часовото си отместване и започва да използва часовото отместване на Великобритания.